# Botellón
Botellón – zwyczaj spożywania alkoholu w miejscach publicznych, takich jak parki, skwery i plaże. Zwyczaj ten ma swoje korzenie w Hiszpanii. Nazwa Botellón pochodzi od hiszpańskiego słowa la botella (butelka) i oznacza dużą butelkę. W Botellón uczestniczą zazwyczaj młodzi ludzie, którzy spotykają się aby porozmawiać, spożywać alkohol i posłuchać muzyki. Na południu Hiszpanii szczególnie charakterystyczne jest, że takie – w dużej mierze – spontaniczne spotkania łączą pokolenia młodszych i dużo starszych, a nawet całych rodzin. Alkohol kupowany jest w supermarketach ze względu na niskie koszty. Podobnie z napojami i lodem do drinków i wina, który jest tam dostępny w supermarketach i specjalnych sklepach. Zwyczaj spożywania alkoholu w miejscach publicznych ma także zwolenników w innych krajach, jednak nie wszędzie prawo pozwala na taki proceder.